# Bourra
Bourra is een gemeente (commune) in de regio Gao in Mali. De gemeente telt 18.700 inwoners (2009).
De gemeente bestaat uit de volgende plaatsen:
- Tassiga (hoofdplaats)
- Banganabé I
- Boubacar Alamine
- Gassi
- Goléa
- Golingo
- Hamma Alkundi
- Keltafoulane
- Kounsoum
- Lelléhoye
- Mahamadou Talatou
- Sitakal
- Tonditihio
- Youni